# Eleccions generals de l'Uruguai de 1922
Les eleccions generals de l'Uruguai de 1922 es van celebrar el darrer diumenge de novembre del 1922, en una primera i única volta, amb la intenció d'escollir un nou president de la República Oriental de l'Uruguai, càrrec que, fins a la data, ocupava el centredretà Baltasar Brum Rodríguez. Simultàniament es van escollir els dinou governs departamentals.
D'acord amb la Constitució del 1918, es van votar els càrrecs de president i d'un terç del Consell Nacional d'Administració, presidit per Julio María Sosa. Va triomfar novament el Partit Colorado amb la candidatura de José Serrato, que va assumir l'1 de març de 1923. Juntament amb l'elecció del cap d'Estat, també es van votar els càrrecs de part del Poder Legislatiu.

## Candidats

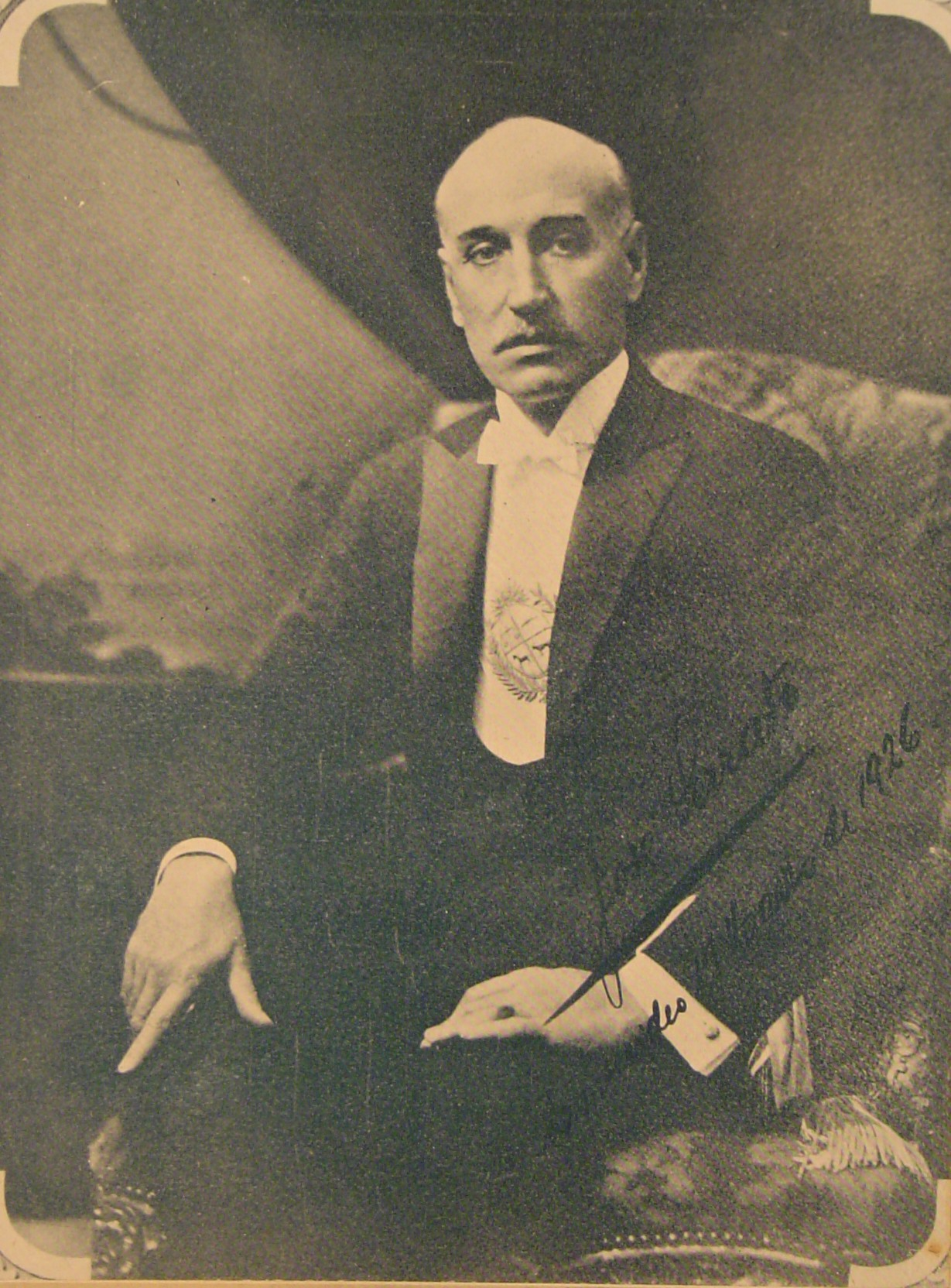
José Serrato fou elegit president.

Els candidats presidencials d'aquest any van ser:
- Pel PC: José Serrato (guanyador).
- Pel PN: Luis Alberto de Herrera.
- Pel PCU: només candidats al parlament.